# Astorga Fútbol Sala
Club Astorga Fútbol Sala fue un equipo profesional de fútbol sala situado en Astorga, León (España). Fue fundado en 1977 y desapareció en 2001 por problemas económicos. Su plaza en la competición fue ocupada por el Club Ruta Leonesa de León.
El equipo fue uno de los miembros fundadores de la Liga Nacional de Fútbol Sala, y permaneció en División de Honor desde su creación.

## Historia
Se fundó en 1977 y en sus primeros años compitió en torneos leoneses, hasta ascender a categorías nacionales en los años 1980. En 1989, Astorga fue uno de los miembros fundadores de la Liga Nacional de Fútbol Sala, y en su primera temporada jugó en División de Honor como Dulma Astorga, patrocinado por la empresa local de hojaldres Dulma. El club maragato finalizó en quinta posición de su grupo en la fase previa, y se aseguró su presencia en la máxima competición al año siguiente. Además, llegó hasta las semifinales de la Copa de España.
En las siguientes campañas, Astorga se consolidó en la División de Honor, y aunque nunca pudo jugar unos playoff por el título de liga, se mantuvo en la lucha por entrar en las ocho primeras plazas y consiguió clasificarse para varias ediciones de la Copa de España, quedando semifinalista en 1994/95 y 1998/99. Durante casi toda su historia, el club estuvo presidido por Gregorio Río Puente.
En la campaña 2000/01, Astorga FS entró en una grave crisis deportiva y financiera. Ese año, el club finalizó colista de División de Honor con sólo 13 puntos, lo que supuso su descenso a División de Plata. En el plano económico, la entidad acumuló una deuda de 50 millones de pesetas, a la que Gregorio Rio no pudo hacer frente por la pérdida de patrocinadores. Los jugadores rechazaron una reducción salarial, por lo que el equipo maragato anunció su desaparición al término de la temporada. El propietario vendió su plaza en División de Plata a un equipo de León, el Club Ruta Leonesa.